# Харьков (футбольный клуб)
«Ха́рьков» (укр. «Харків») — украинский футбольный клуб из одноимённого города, существовавший в 2005—2010 годах.
Основан в 2005 году путём преобразования клуба «Арсенал» после его выхода в Высшую лигу Украины по футболу. Была осуществлена передача прав на играющих футболистов и тренеров новому президенту, в то время как под старым брендом возник коллектив во Второй лиге Украины.
25 июня 2010 года ФК «Харьков» исключен из ПФЛ и фактически прекратил существование.

## История
«Харьков» стал правопреемником харьковского «Арсенала». Начал выступления в высшей лиге с 15-го чемпионата Украины (сезон 2005/06). Первый матч в высшей лиге «Харьков» провёл 12 июля 2005 года против криворожского «Кривбасса» (1:1). Первый сезон «Харьков» завершил на 13-м месте, набрав 33 очка.
Четверо футболистов «Харькова» (Александр Яценко, Александр Максимов, Евгений Чеберячко и Андрей Оберемко) в составе молодёжной сборной Украины завоевали серебряные медали первенства Европы-2006 среди футболистов не старше 21 года.
Главным тренером «Харькова» в сезоне 2005/06 был Геннадий Литовченко. По завершении сезона у него завершился контракт, и команду возглавил Владимир Кулаев. Он пробыл на тренерском мостике неполные полгода. Первую часть 16-го чемпионата Украины команда завершала под руководством и. о. главного тренера Михаила Стельмаха. 28 ноября 2006 года новым главным тренером стал Владимир Бессонов.
В 16-м чемпионате Украины (2006/07) «Харьков» финишировал на 12-м месте. Команда набрала в 30 играх 33 очка. Нападающий «Харькова» Александр Гладкий забил 13 голов и стал лучшим бомбардиром 16-го чемпионата Украины. В розыгрыше Кубка Украины «Харьков» показал свой лучший результат, дойдя до стадии 1/8 финала, где уступил будущему обладателю Кубка киевскому «Динамо».
В сезоне 2007/08 «Харьков» занял 14-е место, набрав 27 очков. В розыгрыше Кубка Украины «Харьков» остановился на стадии 1/16 финала. По завершении сезона Владимир Бессонов обратился к президенту клуба Виталию Данилову с просьбой об отставке. Отставка была принята, и руководство командой взял в свои руки Михаил Стельмах.
В сезоне 2008/09 клуб занял последнее место в Премьер-лиге и покинул её.
В сезоне 2009/10 клуб занял 17-е, предпоследнее место в Первой лиге и вылетел во Вторую лигу.
25 июня 2010 ФК «Харьков» лишен профессионального статуса из-за забастовки футболистов, которым не выплачивалась зарплата в течение нескольких месяцев и пропуска матча. Данное решение не было обжаловано в положенный срок (10 дней), и потому клуб был исключен из второй лиги.

## Все тренеры
- Геннадий Литовченко (2005—2006)
- Владимир Кулаев (2006)
- Владимир Бессонов (2006—2008)
- Михаил Стельмах (2008—2010)
- Ринат Морозов (2010)

## Результаты выступлений
| Сезон   | Лига   | Место | И  | В | Н | П  | З  | П  | О  | Кубок Украины | Прим.        |
| ------- | ------ | ----- | -- | - | - | -- | -- | -- | -- | ------------- | ------------ |
| 2005/06 | Высшая | 13    | 30 | 9 | 6 | 15 | 29 | 36 | 33 | 1/16          |              |
| 2006/07 | Высшая | 12    | 30 | 8 | 9 | 13 | 26 | 38 | 33 | 1/8           |              |
| 2007/08 | Высшая | 14    | 30 | 6 | 9 | 15 | 20 | 32 | 27 | 1/16          |              |
| 2008/09 | Высшая | 16    | 30 | 2 | 9 | 19 | 19 | 50 | 12 | 1/8           | (-3) (вылет) |
| 2009/10 | Первая | 17    | 34 | 3 | 5 | 26 | 23 | 76 | 14 | 1/16          | (вылет)      |

- Крупнейшие победы: 3:0 Закарпатье (20.04.2008, Ужгород), Нефтяник (06.04.2008 Ахтырка), Ильичевец (26.03.2006, Харьков); 6:3 Металлург (31.07.2005, Запорожье).
- Крупнейшие поражения: 0:5 Гелиос (22.09.2009, Харьков), ПФК Александрия (01.08.2009, Александрия).